# Lionello Petri (botánico)
Lionello Petri (Livorno, 21 de enero de 1875 - 1946 ) fue un botánico, micólogo, fitopatólogo, y profesor italiano.

## Biografía
Obtiene su licenciatura en Historia natural en Florencia, en 1899, con una tesis entomológica. Pasa luego al laboratorio botánico local, como colaborador primero de Oreste Mattirolo y después de Pasquale Baccarini, interesándose de la anatomía y la fisiología vegetal. Su actividad de fitopatólogo comienza en 1904, en Roma, en la Estación de Patología Vegetal, donde trascurre un primer periodo como asistente de Giuseppe Cuboni (director desde su creación, en 1887); en 1909 Petri es nominado vicedirector. En 1915 ganó el concurso para la cátedra de Patología forestal en el Bosque Nacional del Instituto Superior de Florencia, donde permaneció hasta 1926, y ocupó el cargo de Director del Gabinete de Fisiología y Patología forestal. En 1926 regresó a Roma para ocupar el puesto de Director de la Estación Experimental de Patología de Plantas en Roma. En esta posición permaneció hasta su muerte en 1946.
Esos son años muy importantes de investigación de micología taxonómica, especialmente en Gasterales a los que dedica una monografía monumental, profusamente ilustrado, con la simbiosis radical (micorrizas) endotróficas que en la degeneración infecciosa de la vid, que muestra la transmisión a través de la tierra y se centra en la presencia de diagnósticos intracelular, problemas etiológicos demasiado complejos para la época.
- La abreviatura «Petri» se emplea para indicar a Lionello Petri como autoridad en la descripción y clasificación científica de los vegetales.[3]